# Nočník

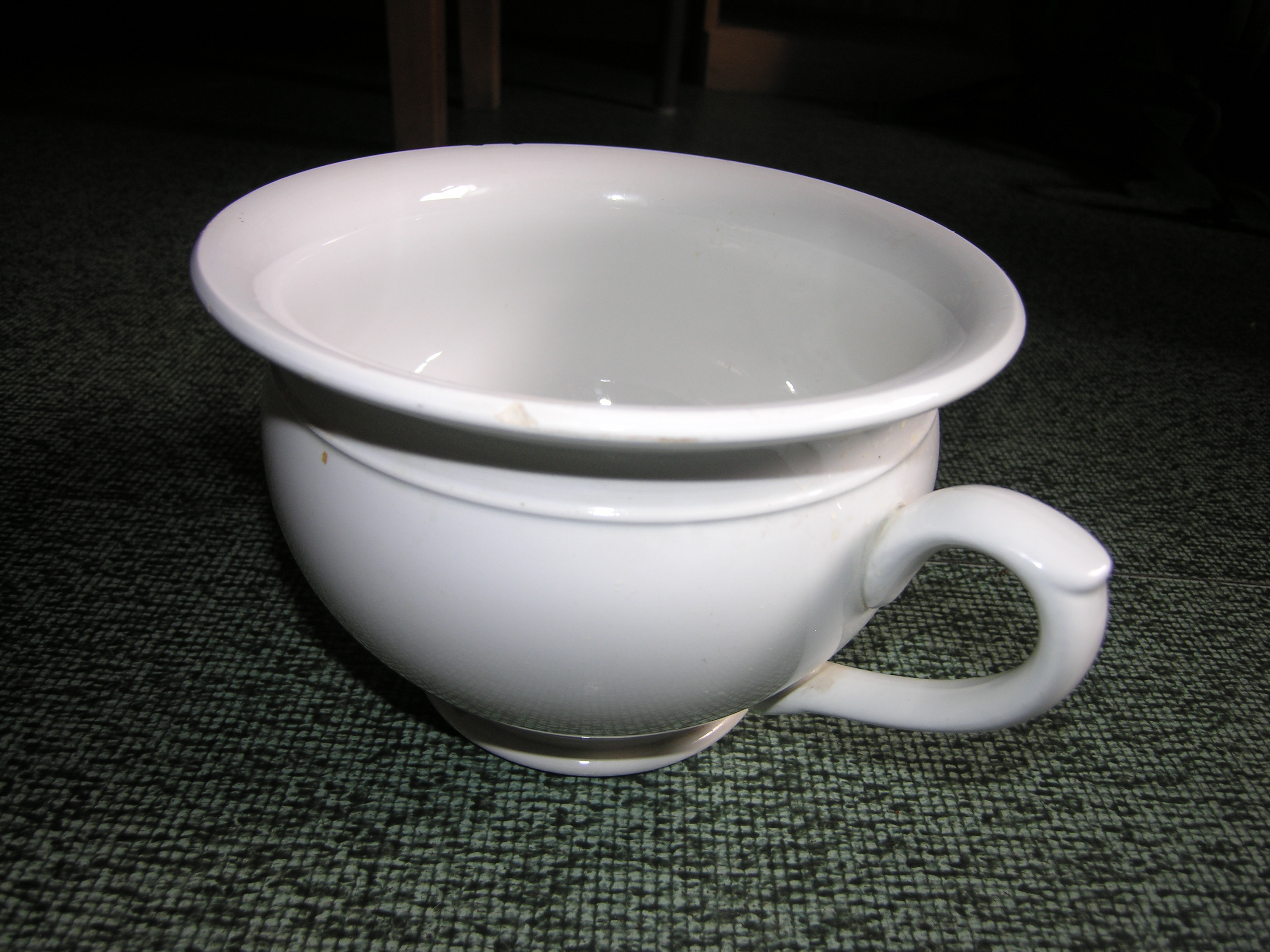
Klasický nočník

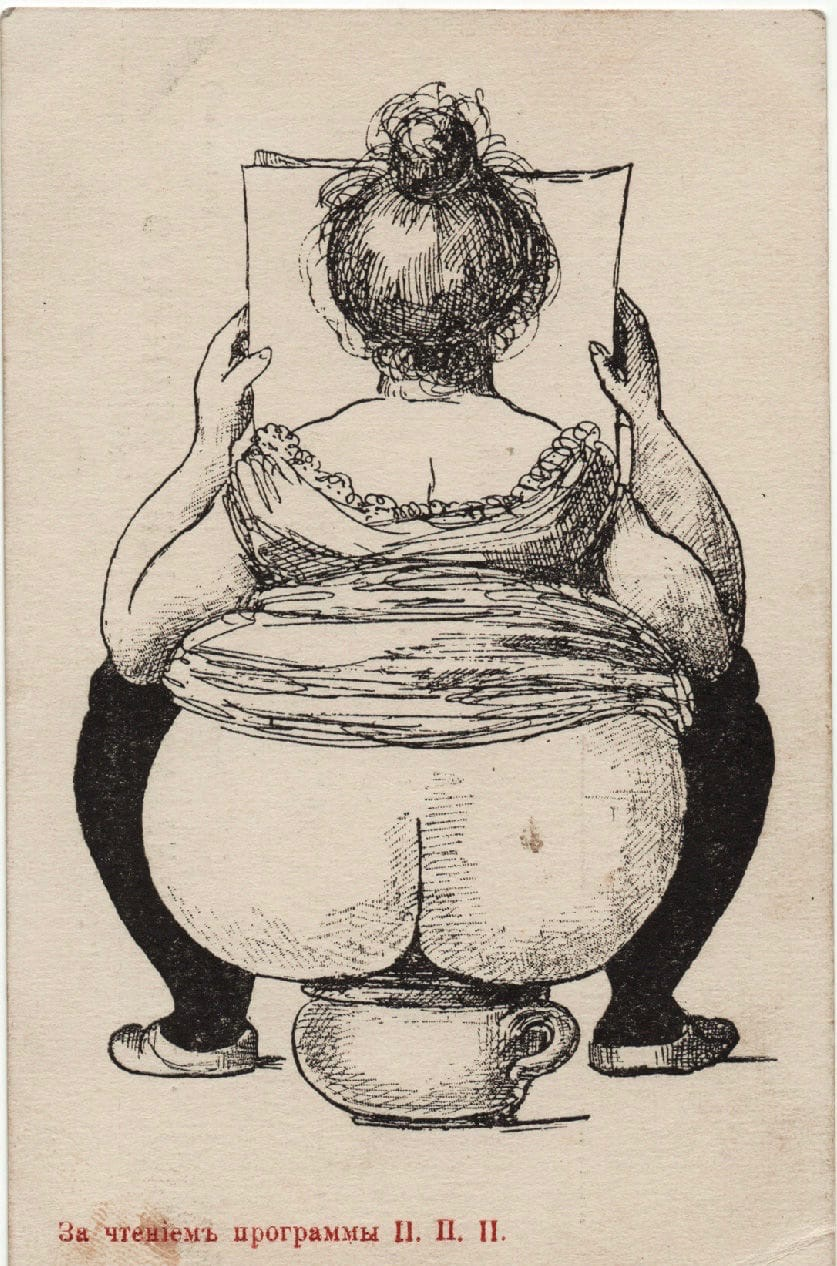
Užívání nočníku (ruská satirická pohlednice z počátku 20. stol.)

Nočník je přenosná nádoba určená k zachycení lidské moči a výkalů. Tradičně býval schován pod postelí a používán při nočním vykonávání potřeby, ovšem v současnosti se takto ve vyspělých zemích prakticky nepoužívá. Úpadek jeho užívání souvisí s rozvojem kanalizace, která umožnila mít splachovací záchod nedaleko ložnice přímo v obydlí.
Převažujícím moderním využitím nočníků je jejich používání malými dětmi, obvykle ve fázi, kdy se teprve učí vylučování kontrolovat. V daném věku je pro dítě běžný záchod vysoký a velký, takže by z něj či do něj padalo. Naproti tomu přímo pro děti bývá vytvářena podoba moderních dětských nočníků, jsou poměrně malé a tvarované tak, aby se na nich dětem dobře sedělo. Obvyklým materiálem je plast a nočníky mají často veselé barvy.